# Thunbergia bicolor
Thunbergia bicolor är en akantusväxtart som först beskrevs av Robert Wight, och fick sitt nu gällande namn av K.S. Manilal och C.R. Suresh. Thunbergia bicolor ingår i släktet thunbergior, och familjen akantusväxter. Inga underarter finns listade i Catalogue of Life.